# Jefferson-Territorium

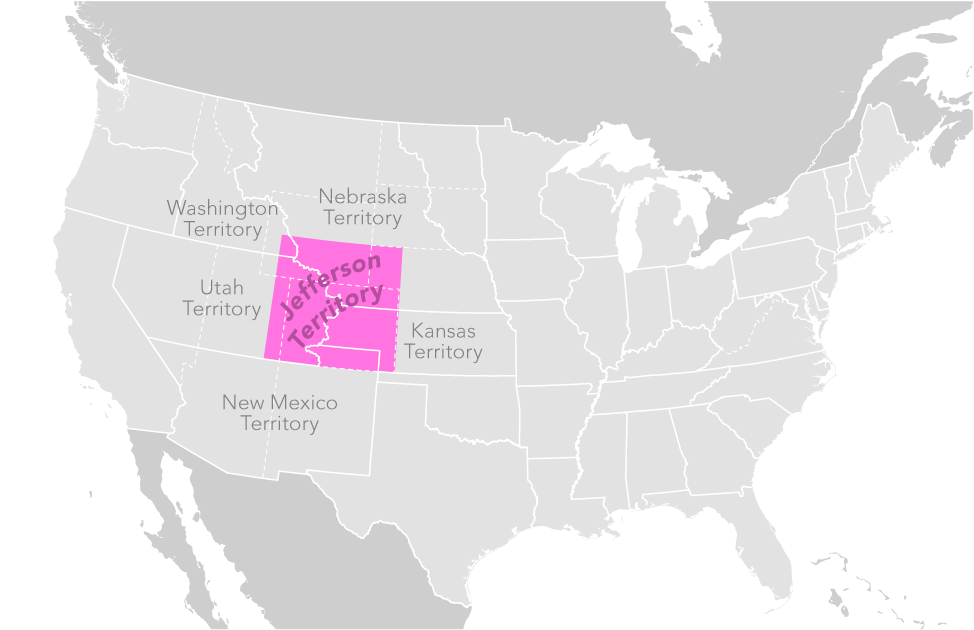
Jefferson-Territorium

Das Jefferson-Territorium war ein illegales und nicht anerkanntes Territorium der Vereinigten Staaten, das vom 24. Oktober 1859 bis zur Schaffung des Colorado-Territoriums am 28. Februar 1861 existierte. Es schloss Teile des Kansas-Territoriums, des Nebraska-Territoriums, des New-Mexico-Territoriums, des Utah-Territoriums und des Washington-Territoriums ein, jedoch abseits der Regierungen dieser fünf Territorien. Die Regierung des Jefferson-Territoriums, obwohl von den weißen Männern der Region demokratisch gewählt, wurde durch die Bundesregierung niemals gesetzlich anerkannt, obwohl sie das Territorium 16 Monate lang ungestört verwaltete. Viele der von der Jefferson Territorial Legislative erlassenen Gesetze wurden nach Schaffung des Colorado-Territoriums wieder in Kraft gesetzt und durch die neue Colorado General Assembly 1861 offiziell genehmigt.

## Ursprünge
Am 25. August 1855 schuf das Kansas-Territorium den Arapahoe County, einen riesigen County, der den ganzen westlichen Teil des Territoriums einschloss. Die Grenzen des Arapahoe County waren wie folgt definiert:
Beginnend an der nordöstlichen Ecke von New Mexico verlief die Grenze nördlich zu der Südgrenze von Nebraska und Nordgrenze von Kansas, von dort aus zu der Ostgrenze des Utah-Territoriums, dann entlang der Grenze zwischen den Utah- und Kansas-Territorien bis nach New Mexico und von dort entlang der Grenze zwischen New Mexico und dem Kansas-Territorium zum Anfangspunkt zurück.
Da der Arapahoe County hauptsächlich durch Cheyenne und Arapaho mit nur einigen weißen Siedlern bewohnt war, wurde der County niemals organisiert. Ein Überrest dieses County ist bis heute als Arapahoe County, Colorado erhalten geblieben.
Der Pikes Peak Goldrausch fing mit der Entdeckung von Gold im Juli 1858 bei Dry Creek Diggings im Arapahoe County, Kansas-Territorium an. Der Goldrausch brachte 100.000 Goldsucher in das Gebiet, welches als Pike’s Peak Country bekannt war und den Arapahoe County im Kansas-Territorium und die unorganisierte südwestliche Ecke des Nebraska-Territorium einschloss. Die Führer des Kansas-Territoriums waren viel zu beschäftigt mit den brutalen Ereignissen des Bloody Kansas im bevölkerungsreichen östlichen Teil des Territoriums, so dass kaum Zeit oder Beachtung für die Belange des weit westlichen Teils des Territoriums vorhanden waren. Der US-Kongress war durch die Sezession der Sklavenstaaten ebenfalls beschäftigt.
Die Siedler in der Region versuchten den Arapahoe County von selbst zu organisieren. Am 28. März 1859 wurde eine Wahl abgehalten, um die Beamten für den County zu wählen. Insgesamt gaben 774 Wähler ihre Stimmen ab, einschließlich 231 aus Auraria und 144 aus Denver City, ohne zu wissen, dass die Kansas Territorial Legislative am 7. Februar 1859 den Arapahoe County in sechs neue unorganisierte Counties aufgeteilt hatte. Als jedoch keine Nachricht von den Beamten des Kansas-Territoriums kam, entschieden sich viele Siedler, dass sie eine eigenständige Regierung errichten sollten.

## Gründung
Im April 1859 wurde ein kleiner Konvent bei Wootton's Hall in Auraria über die Notwendigkeit einer lokalen Regierung abgehalten. Der Name Jefferson wurde ausgewählt und ein Verfassunggebender Konvent für den 6. Juni 1859 geplant. Die Versammlungsteilnehmer trafen sich an diesem Tag und vertagten sich bis zum 1. August 1859, wo sich die 37 Abgeordneten der Distrikte trafen, um eine Verfassung für den Staat Jefferson zu entwerfen, die dann durch ein Referendum am 24. September abgelehnt wurde. Die ursprünglichen Verfasser bestimmten am 3. Oktober einen anderen Konvent abzuhalten, um eine Provisorische Verfassung für das Jefferson-Territorium zu entwerfen, benannt zu Ehren von Thomas Jefferson, dem Hauptverfasser der US-Verfassung. Als dritter US-Präsident autorisierte Jefferson den Louisiana Purchase von 1803, der viel von diesem Territorium einschloss.
Das geplante Jefferson-Territorium schloss den gesamten heutigen Staat Colorado ein, allerdings war es um 70 Prozent umfangreicher. Das Territorium hatte dieselbe südliche Grenze wie der heutige Staat Colorado, den 37. Breitengrad, aber erstreckte sich 138,1 Meilen (222,2 Kilometer) weiter nach Norden zum 43. Breitengrad, über 2,7 Meilen (4,3 Kilometer) weiter nach Osten zu dem 102. Längengrad und über 50 Meilen (81 Kilometer) weiter nach Westen zum 110. Längengrad. Das Territorium wurde in acht Kommunalbezirke und 19 Abgeordnetenbezirke unterteilt.
Am 24. Oktober 1859 wurde eine Wahl abgehalten, um die Bildung einer Provisorischen Regierung im Jefferson-Territorium abzusegnen und Territorialbeamte zu wählen. Die Bildung einer provisorischen Regierung wurde durch ein Votum von 1852 zu 280 bewilligt und die folgenden Beamten gewählt:
| Position                             | Name             |
| ------------------------------------ | ---------------- |
| Gouverneur                           | Robert W. Steele |
| Secretary                            | Lucien W. Bliss  |
| Schatzmeister                        | George W. Cook   |
| Attorney General                     | Samuel McLean    |
| Chief Justice                        | A.J. Allison     |
| Associate Justice                    | John M. Odell    |
| Associate Justice                    | E. Fitzgerald    |
| Clerk of Supreme Court               | Oscar B. Totten  |
| Marshall                             | John L. Merrick  |
| Superintendent of Public Instruction | H.H. McAffee     |
| Auditor                              | C.R. Bissell     |

Am 7. November 1859 eröffnete Gouverneur Robert W. Steele die erste Session der Provisorischen Jefferson Territorial Legislative in Denver City mit der folgenden Ankündigung:
Lass uns alsdann an die Aufgaben mit einer Geisteshaltung herangehen, die alle Schwierigkeiten überwindet: zum Nutzen des ganzen Commonwealth arbeiten, ermutigt zu Maßhalten und Erhaltung in all unseren Gesetzen, dass wir niemals beschämt sein dürfen einen bescheidenen Teil bei der Organisation einer Provisorischen Regierung für das Jefferson-Territorium vorgenommen zu haben.
Während der ersten Session organisierte die Legislative 12 Counties. (Die Colorado General Assembly würde 1861 17 Counties mit annähernd gleichen Grenzen schaffen.) Die Legislative vertagte sich auf den 7. Dezember 1859.
Viele Siedler aus dem östlichen Kansas zogen es vor, durch das Territorium regiert zu werden. Die Gegner einer Selbstverwaltung des Jefferson-Territoriums hielten am 8. Dezember 1859 eine Wahl ab, bei der Captain R. Sopris als ihr Abgeordneter für die Kansas Territorial Legislative gewählt wurde.
Gouverneur Steele kündigte die zweite Session der Provisorischen Jefferson Territorial Legislative in Denver City für den 23. Januar 1860 an.
Viele enttäuschte Goldsucher verließen 1860 die Region. Die US-Volkszählung von 1860 zählte annähernd 35.000 Personen in der Region des Jefferson-Territoriums. Gouverneur Steele betonte allerdings, dass viele Goldsucher in ihren Claims in weit entfernten Gebieten arbeiteten und schätzte daher die Gesamtanzahl der Leute im Jefferson-Territorium auf 60.000.
Gouverneur Steele versuchte einen Ausgleich mit den Beamten des Kansas-Territoriums zu erzielen. Am 7. August 1860 machte Steele eine Bekanntmachung, in der er sich um die Zusammenlegung der Provisorischen Regierung von Jefferson-Territorium mit dem Kansas-Territorium bemühte. Doch die Regierung von Kansas war nicht bereit, sich mit etwas zusammenzuschließen, was sie als eine illegale Regierung ansahen, und so blieb alles beim Alten.
Am 7. November 1860 fuhr Abraham Lincoln bei der US-Präsidentschaftswahl einen Sieg ein und löste damit die Sezession von sieben Sklavenstaaten sowie die Bildung der Konföderierten Staaten aus. Diese Ereignisse zerstörten jegliche Chance für eine bundesstaatliche Bestätigung des Jefferson-Territoriums genauso wie die Chancen für Gouverneur Steele, einem entschiedenen Pro-Union-Demokraten sowie lautstarken Gegner von Lincoln und der Republikanischen Partei, eine Rolle in der neuen Regierung zu spielen,.
Um die politische Macht der freien Staaten zu stärken, nahmen die Republikaner im US-Kongress am 29. Januar 1861 eilig den Teil des Kansas-Territoriums östlich des 25. Längengrades als freien Staat Kansas in die Union auf. Kansas’ Eigenstaatlichkeit hinterließ den westlichen Teil des jetzt erloschenen Kansas-Territoriums, welchen das Jefferson-Territorium beanspruchte, offiziell unorganisiert. Während die Bundesregierung es formell ablehnte, das Jefferson-Territorium zu unterstützen, hatte es wirksam die östliche Grenze der Region anerkannt.

## Countys
Am 28. November 1859 schuf das Jefferson-Territorium 12 Countys:
1. Cheyenne County wurde zum Laramie County, Wyoming
2. St. Vrain County wurde zum Weld County, Colorado
3. Arrappahoe County wurde zu den Arapahoe County, Adams County und der City und County of Denver, Colorado
4. El Paso County wurde zu El Paso County und Pueblo County, Colorado
5. Fountain County umfasste das meiste des südöstlichen Colorado
6. Park County wurde zum Park County, Colorado
7. Saratoga County wurde zu den Grand County und Summit County, Colorado
8. North County wurde zum Jackson County, Colorado
9. Jefferson County wurde zum Jefferson County, Colorado
10. Jackson County wurde zum Boulder County, Colorado
11. Heele County wurde zum Larimer County, Colorado
12. Mountain County wurde zu den Gilpin County und Clear Creek County, Colorado

## Hauptstädte
- Denver City – vom 24. Oktober 1859 bis zum 12. November 1860
- Golden City – vom 13. November 1860 bis zum 6. Juni 1861

Die meisten administrativen Angelegenheiten des Jefferson-Territoriums wurden im Haus von Gouverneur Steele bei Mount Vernon und später Apex erledigt.

## Auflösung
Am 26. Februar 1861 verabschiedete der US-Kongress einen Gesetzesentwurf zur Schaffung des Colorado-Territoriums. Der Gesetzesentwurf wurde durch US-Präsidenten James Buchanan zwei Tage später am 28. Februar 1861 unterzeichnet. Am 29. Mai 1861 traf William Gilpin, der neu ernannte Gouverneur des Colorado-Territoriums, in Denver City ein. Die meisten Bürger der Region begrüßten ihre neue Regierung. Am 6. Juni 1861 machte Gouverneur Steele eine Ankündigung, wo er die Auflösung des Jefferson-Territoriums erklärte sowie alle Arbeiter und Anwohner aufforderte, das geltende Recht der Vereinigten Staaten zu befolgen.